# San Jacinto (Tumbes)
San Jacinto es una villa peruana, capital del distrito homónimo, perteneciente a la provincia y el departamento de Tumbes, al norte del Perú. 

## Ubicación
San Jacinto se ubica al norte de la provincia de Tumbes, en el distrito de San Jacinto, en el departamento de Tumbes.

## Demografía
En 2017 San Jacinto tenía una población de 2628 habitantes.
| Gráfica de evolución demográfica de San Jacinto entre 1993 y 2017 |
|                                                                   |
| Fuentes: Población 1993 y 2017                                    |

## Clima
| Parámetros climáticos promedio de San Jacinto | Parámetros climáticos promedio de San Jacinto | Parámetros climáticos promedio de San Jacinto | Parámetros climáticos promedio de San Jacinto | Parámetros climáticos promedio de San Jacinto | Parámetros climáticos promedio de San Jacinto | Parámetros climáticos promedio de San Jacinto | Parámetros climáticos promedio de San Jacinto | Parámetros climáticos promedio de San Jacinto | Parámetros climáticos promedio de San Jacinto | Parámetros climáticos promedio de San Jacinto | Parámetros climáticos promedio de San Jacinto | Parámetros climáticos promedio de San Jacinto | Parámetros climáticos promedio de San Jacinto |
| Mes                                           | Ene.                                          | Feb.                                          | Mar.                                          | Abr.                                          | May.                                          | Jun.                                          | Jul.                                          | Ago.                                          | Sep.                                          | Oct.                                          | Nov.                                          | Dic.                                          | Anual                                         |
| --------------------------------------------- | --------------------------------------------- | --------------------------------------------- | --------------------------------------------- | --------------------------------------------- | --------------------------------------------- | --------------------------------------------- | --------------------------------------------- | --------------------------------------------- | --------------------------------------------- | --------------------------------------------- | --------------------------------------------- | --------------------------------------------- | --------------------------------------------- |
| Temp. máx. media (°C)                         | 31                                            | 31                                            | 31                                            | 31                                            | 30.5                                          | 29                                            | 29                                            | 29                                            | 30                                            | 30                                            | 31                                            | 32                                            | 30.4                                          |
| Temp. mín. media (°C)                         | 22                                            | 22                                            | 22                                            | 22                                            | 21                                            | 20                                            | 19                                            | 19                                            | 19.5                                          | 20                                            | 20                                            | 21                                            | 20.6                                          |
| Fuente: Accuweather                           |                                               |                                               |                                               |                                               |                                               |                                               |                                               |                                               |                                               |                                               |                                               |                                               |                                               |